# Entepherus laminipes
Entepherus laminipes är en kräftdjursart som beskrevs av Bere 1936. Entepherus laminipes ingår i släktet Entepherus och familjen Cecropidae. Inga underarter finns listade i Catalogue of Life.